# Lies Veenhoven
Elisabeth Annie (Lies) ter Horst-Veenhoven (Hengelo, 1 mei 1919 – Tiel, 15 november 2001) was een Nederlands kunstschilder en illustrator van kinderboeken.

## Leven en werk
Lies Veenhoven was het enige kind van Lukas Veenhoven (gemeentesecretaris in Elburg en later in Hengelo) en Anna Wilhelmina van Mourik (onderwijzeres). In 1936 haalde zij in Den Haag de akte Handtekenen Lager Onderwijs en in 1938 in Enschede het diploma lerares huishoudkunde. Op advies van haar oom Henk van Mourik volgde zij daarna in Arnhem de vijfjarige opleiding bij het Genootschap Kunstuitoefening, middelbare school voor beeldende kunst en kunstnijverheid. Zij deed deze opleiding in drie jaar en slaagde in 1942 met een tien voor haar examenwerkstuk. Ze bleef in Arnhem tot het gezin in 1943 in verband met de oorlog uit Hengelo moest vertrekken. Zij vestigden zich in Tiel en trokken in bij Henk van Mourik. In 1953 trouwde Lies Veenhoven met Gerrit ter Horst (11 augustus 1927 - 13 juli 1998) en trok met hem in bij haar ouders, die zij tot hun dood verzorgde. Zij overleed op 15 november 2001.
Tijdens haar studie in 1942 kreeg Veenhoven al opdrachten voor illustraties. In Tiel ontwikkelde zij zich verder als illustrator, vooral van kinderboeken. In totaal heeft zij meer dan driehonderd kinder- en schoolboeken geïllustreerd: van 1942 tot 1960 voor uitgeverij Van Gorcum, van 1943 tot 1967 voor Wolters-Noordhoff en van 1953 tot 1972 voor Kluitman. Ook illustreerde zij jarenlang de boekjes over Ot en Sien.
Om in de Tweede Wereldoorlog haar brood te verdienen, maakte zij vanaf 1942 ook geboorte- en gelegenheidstegels, geboortekaartjes en ex librissen. In 1946 illustreerde zij Jeugdherinneringen van een Asser jongen van Jan Fabricius. In 1948 kreeg zij de opdracht een oorkonde te ontwerpen voor koningin Wilhelmina, ter gelegenheid van haar bezoek aan Tiel, en in 1950 een oorkonde voor koningin Juliana en prins Bernhard, ter gelegenheid van hun bezoek aan Maatschappij De Betuwe en Kerk-Avezaath. In de jaren '50 maakte zij veel werk voor de Nederlandse Vereniging van Vrijzinnige Zondagscholen.
Naast haar illustraties maakte Veenhoven veel aquarellen in opdracht van particulieren, bedrijven en de gemeente. Haar stijl is verwant met die van Anton Pieck, die ze bewonderde. Naarmate haar werk bekender werd, ontwikkelde zij zich meer als vrije kunstenaar en vanaf de jaren '80 had ze jaarlijks verscheidene exposities. Illustraties maakte ze uiteindelijk alleen nog voor de dagboeken van Betje Boerhave, waarvan lang is verondersteld dat ze authentiek waren, maar deze bleken geschreven te zijn door haar neef Jan Veenhoven (1907 - 1990).
Veenhoven was lid van de Werkgemeenschap Arnhemsche Kunstenaars en van de Nederlandsche Ex-libris Kring.
- Biografisch Portaal: 50975779
- Digitale Bibliotheek voor de Nederlandse Letteren: veen076
- Nederlandse Thesaurus van Auteursnamen: 072695951
- RKD-Nederlands Instituut voor Kunstgeschiedenis: 79669
- Système universitaire de documentation: 194431266
- Virtual International Authority File: 290949874
- WorldCat: E39PBJB8mxx9YTpX9h7c7HF7pP